# Pomorze Przednie
Pomorze Przednie (niem. Vorpommern) – kraina historyczna leżąca w Niemczech i Polsce, wchodząca w skład Pomorza Zachodniego. Rozciąga się od Odry do Pradoliny Granicznej Meklembursko-Pomorskiej (Mecklenburgisch-Vorpommersches Grenztal), z granicą z Meklemburgią przebiegającą wzdłuż linii Großer Landgraben–Tollensee–Piana–Trebel–Recknitz. Linia brzegowa jest zróżnicowana i bogata w wyspy m.in. Rugię, Uznam i Wolin. Większość terytorium wchodzi w skład kraju związkowego Meklemburgia-Pomorze Przednie (Mecklenburg-Vorpommern), Urząd Gartz (Oder) oraz północne przedmieścia Schwedt wchodzą w skład kraju związkowego Brandenburgia, a tzw. Cypel Szczeciński, wyspa Wolin oraz Świnoujście należą do województwa zachodniopomorskiego.

## Historia

Plemiona germańskie na północy Europy Środkowej, ok. 50 r. n.e

Północno-wschodnie Niemcy ok. 1000 r. n.e

Osadnictwo na Pomorzu Przednim sięga czasów przed Indoeuropejczykami, np. osady tereny dzisiejszego Świnoujścia datuje się na pochodzące sprzed 5 tysięcy lat. W starożytności tereny te zamieszkiwały plemiona germańskie, a ok. VII-VIII wieku osiedliły się tam słowiańskie plemiona połabskie, m.in. Ranowie, czy też Wolinianie. Byli to niektórzy z kilku grup Słowian nazywanych Wendami. Tereny Pomorza Przedniego przez pewien czas wchodziły w skład Marchii Wschodniej, a potem Marchii Północnej. M.in na terenach Pomorza Przedniego Niemcy rozpoczęli średniowieczu tzw. Ostsiedlung. Związane z tym jest wymarcie używanego tam dotychczas języka połabskiego i zastąpienie go niemieckim. Dialekt rugijski wymarł w 1404 roku wraz ze śmiercią jego ostatniej użytkowniczki, Huliciny.
Do wojny trzydziestoletniej (1618–1648) terytorium to wchodziło w skład księstwa pomorskiego. Na mocy kończącego wojnę trzydziestoletnią pokoju westfalskiego (1648) bogatszą, zachodnią i północną część Księstwa ze Stralsundem (Strzałów), Wolgast (Wołogoszcz), Szczecinem, ujściem Odry i wyspami Uznam i Rugią zajęli Szwedzi tworząc Pomorze Szwedzkie.
W drugiej połowie XVII wieku i pierwszej połowie XVIII wieku Brandenburgia (od 1701 – Królestwo Prus) stopniowo pozbawiała Szwecję jej pomorskich posiadłości, zajmując kolejne części Pomorza Szwedzkiego, co ostatecznie potwierdził w 1721 roku układ pokojowy z Nystad kończący III wojnę północną. Ostatni fragment posiadłości szwedzkich (Rugię, Stralsund i Wolgast) otrzymały Prusy w wyniku postanowień kongresu wiedeńskiego (1814–15).

Herb mały Meklemburgii-Pomorza Przedniego

Zjednoczone terytorium stało się jedną z prowincji Królestwa Prus, a następnie Cesarstwa Niemiec – prowincją Pomorze. Niewielka część Pomorza Przedniego (cypel szczeciński, wyspa Wolin i Świnoujście) została odłączona od Niemiec w wyniku II WŚ i przyłączona do Polski.

Land Meklemburgia-Pomorze Przednie z zaznaczoną granicą dawnej prowincji Pomorze, uznawaną za granicę Pomorza Przedniego

## Symbole
W 1991 r. pozwolono na używanie w obu częściach landu Meklemburgia-Pomorze Przednie tradycyjnych flag regionalnych. 17 grudnia 1996 r. wprowadzono tradycyjną flagę dawnej prowincji Pomorze, którą stanowił płat tkaniny o dwóch pasach: jasnoniebieskim i białym. Pod koniec maja 1998 r. ustanowiono specyfikację flagi Pomorza Przedniego z proporcjami 3:5 i barwami flagi.
W herbie Meklemburgii-Pomorza Przedniego, region symbolizuje czerwony gryf nawiązujący do pomorskiej dynastii książęcej Gryfitów.

## Podział

### Część niemiecka
- Meklemburgia-Pomorze Przednie]
  - Powiat Vorpommern-Rügen
  - Powiat Vorpommern-Greifswald
  - Powiat Mecklenburgische Seenplatte
- Brandenburgia
  - Powiat Uckermark

### Część polska
- Województwo zachodniopomorskie
  - Powiat policki
  - Powiat kamieński
  - Szczecin (miasto na prawach powiatu)
  - Świnoujście (miasto na prawach powiatu)